# Lycaena doibosatsuzuana
Lycaena doibosatsuzuana är en fjärilsart som beskrevs av Hiroshi Kanda och Kato 1932. Lycaena doibosatsuzuana ingår i släktet Lycaena och familjen juvelvingar. Inga underarter finns listade i Catalogue of Life.